# 박종준
박종준(朴鐘俊, 1964년 11월 10일~)은 대한민국의 경찰관 출신 정치인이다. 2024년 9월 9일 대통령경호처 처장에 임명되었다.

## 학력
- 시러큐스대학교 대학원 행정학 석사
- 경찰대학 행정학과 학사(2기 수석졸업[2])
- 공주대학교 사범대학 부설고등학교(공주사대부고) 졸업
- 봉황중학교 졸업
- 공주중동국민학교 졸업

## 경력
- 1994년 7월: 서울양천경찰서 방범과장
- 1998년 4월~1999년 2월: 경찰청 기획계장
- 1999년 2월~2001년 1월: 인천지방경찰청 교통과장
- 2001년 1월~2002년 10월: 경찰청 개혁추진단 1과장
- 2002년 10월~2003년 4월: 경찰청 마약수사과장
- 2003년 4월~2003년 7월: 경찰청 수사국 근무
- 2003년 7월~2005년 2월: 제58대 서울마포경찰서장
- 2005년 2월~2006년 2월: 경찰청 혁신기획과장
- 2006년 2월~2006년 9월: 경찰청 혁신기획단장
- 2006년 9월~2007년 3월: 경찰대학 수사보안연구소장
- 2007년 3월~2007년 6월: 초대 경찰수사연구원장
- 2007년 6월~2008년 3월: 서울지방경찰청 수사부장
- 2008년 3월~2009년 3월: 경찰청 혁신기획단장
- 2009년 3월~2010년 1월: 제19대 충남지방경찰청장
- 2010년 1월~2010년 9월: 경찰청 기획조정관
- 2010년 9월~2011년 12월: 제25대 경찰청 차장
- 2013년 6월~2015년 10월: 제2대 대통령경호실 차장[1]
- 2024년 9월~2025년 1월: 제4대 대통령경호처장[1][2]

## 상훈
- 1986년: 대통령상(경찰대학 수석졸업)
- 1997년: 대통령 표창(경찰의날 유공자표창)
- 2005년: 근정포장
- 2011년: 홍조근정훈장

## 역대 선거 결과
|  | 43.68% |

|  | 36.04% |